# Andreas Lowerdos
Andreas Lowerdos, grec. Ανδρέας Λοβέρδος (ur. 15 maja 1956 w Patras) – grecki polityk, prawnik i nauczyciel akademicki, parlamentarzysta, minister w różnych resortach.

## Życiorys
Ukończył studia prawnicze na Uniwersytecie Arystotelesa w Salonikach, kształcił się następnie z zakresu prawa europejskiego na Université Libre de Bruxelles. Doktoryzował się na macierzystej uczelni. Jako nauczyciel akademicki związany z Uniwersytetem Panteion w Atenach, gdzie został wykładowcą prawa konstytucyjnego. Podjął również praktykę w zawodzie adwokata w ramach stołecznej palestry. W latach 1996–1997 był sekretarzem generalnym ds. administracji publicznej w resorcie spraw wewnętrznych.
Zaangażował się w działalność polityczną, dołączając do Panhelleńskiego Ruchu Socjalistycznego (PASOK). W 2000 po raz pierwszy wybrany do Parlamentu Hellenów w okręgu wyborczym Ateny B. Z powodzeniem ubiegał się o reelekcję w wyborach w 2004, 2007, 2009, maju 2012 i czerwcu 2012.
Od stycznia 2002 do marca 2004 był wiceministrem spraw zagranicznych w rządzie Kostasa Simitisa. W październiku 2009 objął urząd ministra pracy i opieki społecznej w gabinecie Jorgosa Papandreu. We wrześniu 2010 przeszedł na stanowisko ministra zdrowia i solidarności społecznej, które zajmował również w rządzie Lukasa Papadimosa (do maja 2012). W grudniu 2012 odszedł z PASOK-u, zakładając własne ugrupowanie, jednak grudniu 2014 powrócił do frakcji poselskiej swojej poprzedniej partii. W czerwcu 2014 premier Andonis Samaras powierzył mu funkcję ministra edukacji i spraw religijnych, którą pełnił do stycznia 2015.
W wyborach w styczniu 2015, wrześniu 2015 oraz 2019 Andreas Lowerdos utrzymywał mandat deputowanego na kolejne kadencje. W greckim parlamencie zasiadał do 2023, w tym samym roku zrezygnował ponownie z członkostwa w PASOK-u. W 2024 założył nową partię pod nazwą Dimokrates.